# Tu-214R
Tu-214R (ros. Ту-214Р) – rosyjski samolot rozpoznawczy zbudowany na bazie pasażerskiego Tu-214, który w przyszłości ma zastąpić używane do dziś samoloty Ił-20.

## Historia
29 grudnia 2002 roku Główny Zarząd Wywiadowczy (Главное Разведывательное Управление) zlecił KB Tupolewa zaprojektowanie nowej maszyny rozpoznawczej. Jej budowa zlecona została wytwórni lotniczej im. Gorbunowa w Kazaniu (Казанское авиационное производственное объединение имени С. П. Горбунова). Podpisana umowa obejmowała budowę makiety oraz dwóch latających prototypów. Wstępnie planowano, że do swojego pierwszego lotu samolot wzbije się w 2008 roku. Pracę nad projektem oznaczonym jako produkt 411 (изделие 411) opóźniły się i pierwszy ukończony samolot o numerze rejestracyjnym RA-64511 do swojego dziewiczego lotu wzbił się 24 grudnia 2009 roku. Z nieznanych powodów prace nad drugą maszyną o numerze rejestracyjnym RA-64514 wstrzymano w lutym 2010 roku. Tym niemniej według planów, skompletowany pierwszy egzemplarz miał trafić do odbiorcy w 2013 roku a drugi rok później. Tymczasem w 2009 roku ruszyły prace w ramach programu Recenzent mające na celu modernizację samolotów Ił-20. Świadczy to o tym, że aby wprowadzić do służby Tu-214R trzeba poprawić systemy techniczne. Producentami urządzeń rozpoznania są Koncern Radioelektroniczny Wega i CNIRTI im. A.I.Berga. W 2016 r. MO FR zamówiło trzeci samolot

### Groźba rezygnacji
Ministerstwo Obrony FR brało pod uwagę rezygnację z Tu-214R. Samoloty nie spełniały wymagań taktyczno-technicznych, szczególnie w zakresie parametrów lotnych.

## Konstrukcja
Do budowy wersji rozpoznawczej wykorzystano płatowiec pasażerskiego Tu-214. Sercem układu rozpoznawczego Tu-214R jest wielozadaniowy system radiolokacyjny MRK-411. W skład systemu wchodzi pokładowy radar obserwacji bocznej używający radaru z syntetyczną aperturą, którego anteny w postaci bocznych paneli umieszczone są po obu stronach kadłuba samolotu tuż za kabiną pilotów. W pracy radaru można wykorzystywać częstotliwości centymetrowe, dekametrowe oraz metrowe. Na spodzie kadłuba, pod kabiną pilotów w wydłużonej gondoli umieszczono rozpoznawczy system optoelektroniczny składający się cyfrowego aparatu fotograficznego o ogniskowej 1750 mm, kamery telewizyjnej pracującej w świetle widzialnym i powiększeniem od 10 do 100 mm oraz kamery pracującej w podczerwieni. Kamery umieszczone są w ruchomej głowicy obracającej się na boki w zakresie od + 80 do – 80 stopni. Po boku kadłuba za skrzydłem znajduje się boczny panel mieszczący generator prądu oraz system samoobrony z wyrzutnikiem flar. Na grzbiecie kadłuba na wysokości skrzydeł umieszczono owiewkę z anteną łączności satelitarnej. Z boku kadłuba, za panelem z systemem samoobrony znajduje się prętowa antena układu rozpoznania radioelektronicznego. Pod kadłubem w kolejnej owiewce za skrzydłami umieszczono antenę radaru obserwacji okrężnej.

## Służba
W 2015 roku obydwa gotowe samoloty zostały przekazane ich użytkownikowi, Głównemu Zarządowi Wywiadowczemu (choć formalnie należą do Sił Powietrznych Federacji Rosyjskiej). Jeszcze przed przekazaniem do służby, 17 grudnia 2012 roku, egzemplarz RF-64511 został przechwycony przez japońskie myśliwce u wybrzeży Japonii. 15 lutego 2016 roku do bazy w Chmejmim w Syrii, niedaleko miasta Latakia, przyleciał drugi egzemplarz Tu-214R o numerze rejestracyjnym RF-64514. Jest to maszyna przyjęta na uzbrojenie pod koniec 2015 roku. Do 29 lutego tego samego roku, kiedy to samolot powrócił na macierzyste lotnisko w Kazaniu, Tu-214R wykonał nad terytorium Syrii kilka lotów rozpoznawczych. Samolot brał udział w akcji w ramach rosyjskiej interwencji wojskowej w tym kraju. Ta sama maszyna została zauważona, gdy w dniach 17 – 18 czerwca 2015 roku patrolowała rosyjsko – ukraińskie pogranicze. 29 lipca 2016 roku do bazy w Chmejmim w Syrii ponownie przybył Tu-214R, ten sam, który przebywał w Syrii w lutym.

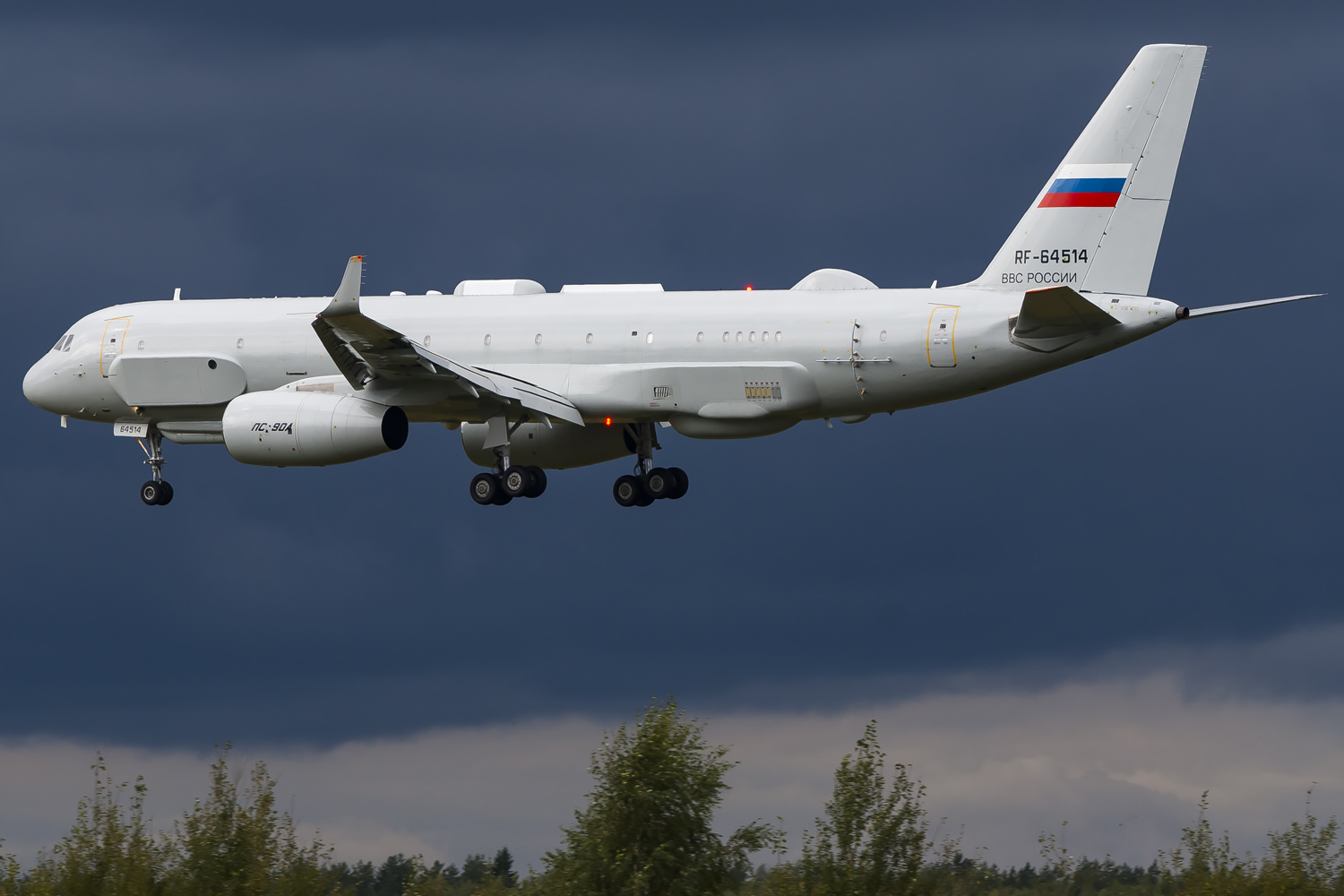
Samolot rozpoznawczy РЭР FR, Tu-214R